# Gerhard Pelzl
Gerhard Pelzl (1939) è un chimico ed ex cestista tedesco.

## Carriera
Con la Germania Est ha disputato i Campionati europei 1961.